# El Inmortal (canción)
«El Inmortal» es el primer sencillo del álbum de varios artistas Los Inmortales del rapero puertorriqueño Manny Montes. Esta canción representa la vida de Jesucristo, quien es el personaje principal de la canción. Contó con un vídeo oficial con imágenes de la película La pasión de Cristo de Mel Gibson, e imágenes alusivas a algunas personalidades que se nombraban en la narrativa.
Este es uno de los temas más importantes en la carrera artística de Manny Montes, y hasta la fecha, es considerada un clásico del rap cristiano. Regularmente, la canción es utilizada en Semana Santa para obras de teatro y vía crucis que representan los sufrimientos de Jesucristo en su muerte.

## Estructura de la canción
La canción «El Inmortal» es un rap con tres estrofas y un coro repetido tres veces, que dice que el Hijo de Dios vino a "nacer, morir, resucitar... por eso es el Inmortal", denotando desde el inicio quién es el personaje principal de la narrativa para Manny Montes. Al inicio suenan voces de los actores de la película La pasión de Cristo de Mel Gibson mientras cuentan los azotes hacia Jesús.

En la primera estrofa, habla de los sufrimientos del Cristo por la humanidad, y expresa que para el perdón de nuestros pecados sufrió todo esto. La segunda estrofa toma un giro distinto, al mencionar diversas personalidades por las que Jesús murió, siendo mencionados Fidel Castro, Hugo Chávez, Adolf Hitler, Madonna, Christina Aguilera y Britney Spears, los cantantes de reguetón Daddy Yankee, Tego Calderón, Héctor el Father, entre otras personalidades, organizando rimas asonantes que intercalaban estos nombres de la siguiente manera: 
"... murió por el Papa, por Bush y por Don King, murió por Tito Trinidad, Bill Gates y por Benny Hinn..."
Para cerrar, la tercera estrofa cumplía como un puente, donde se oían voces gritadas hacia Jesús diciéndole "si eres el Hijo de Dios, bájate de la cruz", con un tono de burla por parte de quienes lo crucificaron, a lo que Manny responde que fácilmente Jesús pudo haber bajado, pero si lo hacía su misión como Mesías se vería entorpecida.

## Vídeo musical
Con Manny Montes reflexionando al ver imágenes de la película La pasión de Cristo de Mel Gibson, inicia esta obra audiovisual ambientada en Roma. El escenario preparado para el rapero mantiene una bandera de Puerto Rico detrás de él. Cuando se mencionan a las personalidades, se pueden ver en unas cuerdas colgadas algunas imágenes alusivas a cada uno de ellos. Al finalizar el vídeo, aparecen Sandy NLB y Obed El Arquitecto, productores musicales de la canción. 
Según expresiones de Obed en entrevistas, este vídeo fue el más caro de la música cristiana en aquella ocasión, ya que contó con la dirección de Louis Martínez, quien trabajaba con artistas como Yandel, Wisin, Daddy Yankee, Don Omar, entre otros.

## Nuevas versiones
En 2010, Manny Montes lanzaría en su álbum El escenario una canción titulada «The Inmortal», la cual, sería una adaptación al inglés. En esta ocasión, algunos personajes cambiarían debido a la estructura y distinto idioma, incluyendo versos con los nombres de Beyoncé, Rihanna, Lil' Wayne, Tupac y Jay-Z.
En 2013, Manny Montes lanzó un álbum de instrumentales, donde la canción apareció en la versión con voces de fondo (aparece como «El Inmortal (coros)»).
En 2017, para el Live Session Buenos Aires realizado entre MDG Group y el productor musical argentino Martin Kano, interpretó la canción bajo el formato de grabación con músicos en vivo, acompañado por Esteban Kubista (baterista de Kyosko), Mariano Domínguez (bajista de IKV y Andrés Calamaro) y Magui Azogue (arreglos y teclados), entre otros.

## Premios y reconocimientos
En Premios AMCL, la canción «El Inmortal» sería elegida como "Canción urbana del año". En los People's Choice Reggaeton and Urban Awards de 2007, estuvo nominada como "Canción cristiana", y su presentación recibió la ovación de los asistentes por la dramatización de la crucifixión de Cristo durante su interpretación en vivo.